# Ultimate Guitar
Ultimate Guitar je největší webová stránka pro komunitu kytaristů, obsahující kytarové a baskytarové tabulatory (taby), recenze hudby a vybavení pro hudebníky, rozhovory, online video lekce a fóra. Stránka byla zahájena 9. října 1998 ruským studentem ekonomie z Kaliningradské státní university, Eugeny Naidenovem. Ultimate Guitar je používaná po celém světě, v současnosti je však jejím jediným nastavitelným jazykem pouze angličtina. 
Na stránkách je možné zakládat vlastní profil a následně vkládat vlastní tabulatory, akordy, či lekce písniček, nebo písně hodnotit a komentovat. V současnosti je na Ultimate Guitar registrováno přes 12,000,000 uživatelů.

## Společenství
UG má přes 12 milionů registrovaných uživatelů. Je to silná komunita uživatelů fóra, kteří web navštěvují. Web je regulován administrátorem a moderátory. Moderátoři jsou uživatelé, kteří jsou odměňováni za to, že jsou obzvláště nápomocní a mají znalosti v konkrétním předmětu, a jsou zodpovědní za moderování fór, která se zaměřují na předmět, na který se specializují. Nevhodná slova bývala cenzurována počítačem, který vyhledával a nahrazoval nežádoucí slova zveřejněná v rámci komunity, a to do 1. září 2015, kdy byla na webu zrušena cenzura nadávek a nadávek. Členové komunity mohou také vytvářet lekce hry na kytaru a nechat svá schválená díla zveřejňovat na webových stránkách a číst jejich uživatelé. Členové mohou také zasílat recenze alb, DVD nebo článků o vybavení a novinkách.
Stejně jako karty jsou také lekce a sloupce hodnoceny uživateli, což se připisuje bodům UG (nebo spíše počtu příspěvků), skóre UG uživatelů se také zvyšuje nebo snižuje s tím, jak členové hodnotí svůj příspěvek.
Přestože UG vybízí k účasti, mají také přísné pokyny a soubor pravidel, které musí všichni uživatelé UG dodržovat. Aby mohli členové využívat služeb nabízených stránkou, musí být starší 13 let a na osobu je povoleno zřídit pouze jeden účet. Na webu je také zakázáno používat silná média.